# Frithiof Thunborg
Sven Frithiof Thunborg, född 18 augusti 1895 i Söderhamn, död 22 september 1941 i Stockholm, var en svensk fackföreningsman. Han var bror till Folke Thunborg.
Frithiof Thunborg var son till målaren Lars Daniel Thunborg och Agda Maria Johansson. Efter avslutad skolgång lärdes Thunborg upp i modellsnickaryrket, inom vilket han arbetade till 1920. 1918–1920 var han ordförande i Stockholms modellsnickarefackförening. han övergick därpå helt i fackföreningsrörelsens tjänst, var ombudsman i Svenska träarbetareförbundet 1920–1924 och erhöll, de detta 1924 uppdelades i olika förbund, samma befattning i Svenska träindustriarbetareförbundet. Han blev ombudsman i Landsorganisationen 1930 och utsågs samma år till den nyinrättade posten som andre sekreterare. Från 1938 var han LO:s förste sekreterare. Han tillhörde Arbetarnas bildningsförbunds representantskap från 1932, Radionämnden och Försäkringsrådet från 1936. Thunborg, som hade vidsträckta internationella förbindelser och ofta utsågs till delegat vid kongresser i utlandet, var ordförande i svenska sektionen av Världssamling för fred samt medlem av delegationen för internationellt socialpolitiskt samarbete. Under finska vinterkriget 1939–1940 tog han en verksam del i hjälparbetet för Finland.